# Нетолице
Нетолице (на чешки: Netolice, на немски: Nettolitz или Netolitz) е един от най-старите градове в Южночешкия край, разположен в североизточната част на окръг Прахатице в подножието на Шумава. Историческият център на Нетолице е градска историческа зона.

## История
Славянски племена се заселват в района на Нетолице вероятно през 8 век. Според хрониката на Козма Пражки, през 981 г. селището в Южна Бохемия принадлежи на княжеския род Славниковци. В края на 10 век, Нетолице попада под властта на Пршемисловците.
Благодарение на благоприятното си стратегическо местоположение на кръстопътя между търговските пътища от южните райони и Пасау, селището на хълма на Свети Ян се превръща във важен търговско-административен център. Скоро Нетолице става резиденция на княжеския управител на Южна Бохемия. Първият управител на града, чието име се споменава в запазени документи от 1169 г., е Немо.
След основаването на Златокорунския манастир, Нетолице му е предадено от краля във феодално владение. Южно от първоначалното търговско селище е започнат строежа на град с обширен (почти 1 ха) площад и църквата „Успение Богородично“. След смъртта на крал Пршемисъл Отакар II, владетелите на Рожемберк разграбват и опожаряват Златокорунския манастир и владенията му, в това число и Нетолице.
През Средновековието начело на града стои стоял рихтарж, назначаван от Златокорунския манастир. Тази длъжност се споменава за първи път в източник от 1317 г. Най-ранното използване на градския герб – Дева Мария с младенеца е от печат, датиран към 1326 г.
По време на хуситските войни, част от гражданите поддържа хуситите, особено по време на похода на Ян Жижка към Златокорунския манастир и Прахатице през 1420 г. По това време Прахатице е търговски конкурент на Нетолице и има монопол над търговията със сол. През 1468 г. крал Иржи от Подебради дарява града с правото на провеждание на ежегоден панаир на деня на Свети Вацлав, което става четвъртото право за ежегоден панаир, притежавано от града. През същата година градът е зает от военачалника Индржих Роубик от Хлаватце, поддръжник на Рожемберките, противоставящи се на краля; който установява тук своята военна база.
В началото на 16 век град Нетолице влиза в състава на обширните владения на пановете от Рожемберк. През втората половина на 16 век, близо до града, на мястото на крепостта Лептач, принадлежаща на рожмберкския управител и известен строител на рибарници Якуб Кърчин от Елчан, е построен ловния замък Кратохвил в ренесансов стил. Замъкът дотолкова се харесва на владаржа Вилем от Рожемберк, че той го разменя с Якуб Кърчин и построява около замъка голямо ловно стопанство.
През 1619 г., в самото начало на Тридесетгодишната война, процъфтяващия град е завладян и опожарен от кралския генерал Анри Дампиер: от 143 къщи изгарят 107. Църквата „Успение Богородично“ е разрушена, а населението на града – подложено на сеч. През 1622 г. Нетолицкото панство преминава към рода Егенберги, а през 1719 г. – към княжеския род Шварценберги.
При Егенбергите зданията на централния площад на Нетолице са украсени с аркади на нивото на първия етаж и в такъв вид е запазен града е запазен и до днес. През 18 – 19 век градът достига нов разцвет: построени са нови училища, издигната е сградата на кметството, построена е жп линия и т.н. През 19 век в Нетолице е разположена резиденцията на окръжния съд и администрацията на окръга. Градът бурно се развива благодарение на търговията. На ежеседмичните панаири се провежда голяма търговия с коне и едър рогат добитък (например, преди началото на Втората световна война, на панаирите едновременно са пристигали до 3000 коня и глави рогат добитък).
През 1945 г. градът е освободен от 26-а пехотна дивизия от армията на САЩ. Тук е подписано съглашението за демаркационната линия между зоните на армиите на САЩ и СССР.

## Забележителности в града и околностите му
- Археологически парк Нетолице
- Замък Кратохвил
- Църква „Св. Вацлав“
- Кметство
- Църква
- Къща Рожмберк
- Петрув-Двур

## Части на града
- Нетолице
- Петрув-Двур

## Личности
- Йозеф Нетолицки (около 1460 – 1538 г.), рибовъд
- Франтишек Грегора (1819 – 1887), композитор
- Антонин Ленц (1829 – 1901), католически богослов
- Войтех Лешетицки (1830 – 1908), учител и поет
- Ян Ваничек (1840 – 1913) – юрист и политик, член на парламента на провинция Бохемия
- Отакар Кудерна (1853 – 1940), юрист и политик, кмет на града

## Галерия
- Изглед към Нетолице през рибарника Мних
- Църквата „Св. Вацлав“
- Статуя на Ян Непомук (от 1738 г.) нa площада
- Сводове на градския площад